# 55 Tauri
55 Tauri är en roterande variabel av BY Dra-typ (BY:) i Oxens stjärnbild.
55 Tau har visuell magnitud +6,88 med en amplitud av 0,01 magnituder utan fastställd periodicitet. Den är inte synlig för blotta ögat.